# Patzolua
Patzolua es el nombre de una variedad cultivar de manzano (Malus domestica) Está cultivada en la colección del Banco de Germoplasma del manzano de la Universidad Pública de Navarra con el N.º BGM260 los ejemplares procedentes de esquejes localizados en Guipúzcoa.

## Sinónimos
- "Manzana Patzolua",[9]
- "Patzolua Sagarra ",[10][11][12][13][14][4]

## Características
El manzano de la variedad 'Patzolua' suele tratarse de árbol fuerte, aunque eso lo determina, sobre todo, el injerto que se haya realizado. El árbol tiene tamaño medio y porte extendido, con tendencia a ramificar muy baja, con hábitos de fructificación en ramos cortos y largos; ramos con pubescencia ausente o muy débil; presencia de lenticelas muy escasas; grosor de los ramos medio; longitud de los entrenudos media.
Época de floración muy tardía, con una duración de la floración media. Incompatibilidad de alelos S2 S3 S9.
Las hojas tienen una longitud del limbo de tamaño medio, con color verde oscuro, pubescencia presente, con la superficie poco brillante; forma del limbo es biojival, forma del ápice apicular, forma de los dientes serrados, y la forma de la base del limbo redondeado. Plegamiento del limbo con porte erguido; estípulas foliáceas; longitud del pecíolo medio.
La variedad de manzana 'Patzolua' tiene un fruto de tamaño medio o grande, de forma globoso aplastada; piel gruesa, dura y áspera, con color de fondo verde oscuro y bastante oscuro, con sobre color de importancia ausente, y una sensibilidad al "russeting" (pardeamiento áspero superficial que presentan algunas variedades) débil; con una elevación del pedúnculo que sobresale poco, grosor de pedúnculo fino, longitud del pedúnculo largo, anchura de la cavidad peduncular es pequeña, profundidad cavidad peduncular grande, importancia del "russeting" en cavidad peduncular medio; profundidad de la cavidad calicina es media, anchura de la cavidad calicina es media, importancia del "russeting" en cavidad calicina es débil; apertura de los lóbulos carpelares están parcialmente abiertos; apertura del ojo cerrado; color de la carne blanca y algo áspera; acidez débil, azúcar alto, y firmeza de la carne alta crujiente.
Época de maduración y recolección tardía en octubre, y no se conserva bien; es una variedad generosa, aunque da frutos cada dos años (contrañada); se recomienda aclarar los frutales cuando las manzanas se encuentren en pepitas, si se quiere recoger cada año; muy apreciada para la elaboración de sidra, de mucho zumo y poco aroma, manzana amarga, sin apenas acidez, y gran cantidad de ácido fenólico, por lo que obtendremos sidras con un poco de color.

## Susceptibilidades
- Oidio: ataque débil
- Moteado: ataque débil
- Fuego bacteriano: ataque medio
- Carpocapsa: no presenta
- Pulgón verde: ataque medio
- Pulgón lanígero: ataque medio
- Araña roja: ataque débil[6][2]